# Angelo Nicolini
Angelo Nicolini (ur. w 1501 albo 1502 we Florencji, zm. 15 sierpnia 1567 w Sienie) – włoski kardynał.

## Życiorys
Urodził się w 1501 albo 1502 roku we Florecji, jako syn Mattea Nicoliniego. Studiował na Uniwersytecie w Pizie, gdzie uzyskał doktorat utroque iure. W 1530 roku poślubił Alessandrę di Vincenzo Ugolini, z którą miał czworo dzieci: Mattea, Lorenza, Giovanniego i Marię. Pełnił rolę ambasadora Księstwa Toskanii w Rzymie i przy cesarzu. Po dwudziestu latach małżeństwa odwowiał i wstąpił do stanu duchownego. 14 lipca 1564 roku został wybrany arcybiskupem Pizy. 12 marca 1565 roku został kreowany kardynałem prezbiterem i otrzymał kościół tytularny San Callisto. Zmarł 15 sierpnia 1567 roku w Sienie.